# История Могилёва
История Могилёва насчитывает более семи веков. Общепринятой датой основания считается 1267 год.

## Древняя история
Впервые человек появлялся на территории современного Могилёва в эпоху позднего палеолита и в эпоху раннего мезолита. Скорее всего, до сих пор археологами выявлены и обследованы не все окрестные стоянки, поселения и городища, однако анализируя уже известные, есть возможность проследить древнюю историю Могилёва.
В эпоху мезолита на первой надпойменной террасе правого берега Днепра и нынешней восточной окраине города в километре восточнее железнодорожного моста располагалась «Могилёвская стоянка охотников».
Одна из стоянок неолита располагалась на нынешней восточной окраине города на первой надпойменной террасе Днепра выше железнодорожного моста в урочище Городчизна. Эту стоянку отнесли к эпохе неолита из-за наличия керамических изделий, свойственных этой эпохе.
В 3—2 тысячелетиях до н. э. территорию Могилёва заселили племена, которые до этого обитали в бассейне среднего течения Днепра. Культуру этих племён называют среднеднепровской, и она родственна культуре боевых топоров (шнуровой керамики), в древности включающих территории от Финляндии и Швеции на севере до Карпат на юге, от Приуралья на востоке до Рейна на западе. Эта культура включала в себя древних индоевропейцев, предков славян, балтов, немцев и других народов.
В VII—V века до н. э. существовало Пелагеевское городище в урочище Змеёвка на правом берегу Дубровенки недалеко от кинотеатра «Октябрь».
Во второй половине 1 тысячелетия н. э. находилось городище «Могила» рядом с нынешним парком им. Горького на возвышенности при впадении Дубровенки в Днепр. Недалеко от городища располагалось селище V—VII века.
На территории современного Могилёва, вытеснив местное население, то есть балтов, расселились представители кривичей, радимичей и дреговичей. Через Могилёв по Днепру проходила в это время условная граница между кривичами и радимичами.

## Гипотезы о дате основания Могилёва
В. Ф. Копытин утверждал, что Могилёв первоначально возник как сторожевой город-крепость в окружении ремесленных и сельских поселений XI—XII веков. Он считал, что Могилёв в то время был городом-замком, поставленным на южных границах Полоцкого княжества. Обилие курганов вокруг древнего центра Могилёва он ставил в доказательство существования феодального центра.
Копытин учитывал то, что слово «город» в древнерусском языке значило не город в социально-экономическом значении, а укреплённое поселение. Значит «городами» являлись как средневековые города, так и военные крепости, феодальные замки и укреплённые деревни. Поэтому, согласно версии Копытина, с приходом славян Могилёв вполне мог считаться городом.
Подтверждают гипотезу Копытина находки орудий труда, предметов быта, оружия, украшений, собранные И. Г. Ионе в 1969—1972 годах и единичные фрагменты керамики, характерные для XI века. Также подтверждают гипотезу и донца с княжеским знаком, найденные в 1994 году во время раскопок на территории могилёвского замчища археологом И. А. Марзалюком, и исследования российского учёного С. В. Белецкого, который идентифицировал княжеский знак на донце как принадлежащий князю Всеславу Изяславовичу.
Можно выдвинуть предположение, что Могилёв как центр княжеской администрации существовал в 1002—1003 годах, во времена князя Всеслава Изяславовича. В литературе уже выдвигалась гипотеза, что в XI веке на территории замчища существовал «погост» — место сбора дани у населения.
Наидревнейшим письменным источником, в котором упоминается Могилёв, является «Список русских городов дальних и ближних». Этот список был составлен не раньше 1394 года. Нынешняя дата основания — 1267 год — была введена Н. Гортынским во второй половине XIX века, но документального подтверждения не имеет.

## Происхождение названия города
О происхождении названия города достоверных сведений нет; имеются только предположения, предания и легенды. В основе названия может лежать личное имя Могила, о чём свидетельствует наличие притяжательного суффикса «-ёв», обычно сочетающегося с личными именами. Однако конкретное лицо с таким именем в истории города не установлено. Во вступлении к «Могилёвской хронике» говорится, что это название происходит от имени князя Льва Даниловича Могия (могучий лев), который в 1267 году построил Могилёвский замок. Некоторые исследователи связывают происхождение названия города с именем полоцкого князя Льва Владимировича, или Льва Могучего. 
Существует также версия о происхождении названия города от финно-угорского «могиляй» — «горы над водой».

## До присоединения к Великому княжеству Литовскому
Очередной этап в развитии Могилёва начался в XII — первой половине XIII веков. Культурный слой, который говорит о жизни людей, найден на территории замчища — на месте современного парка им. Горького, возле нынешних строений горводоканала, в районе Борисоглебской и Крестовоздвиженской церквей, и на небольшой части Могилёвского (Быховского) рынка.

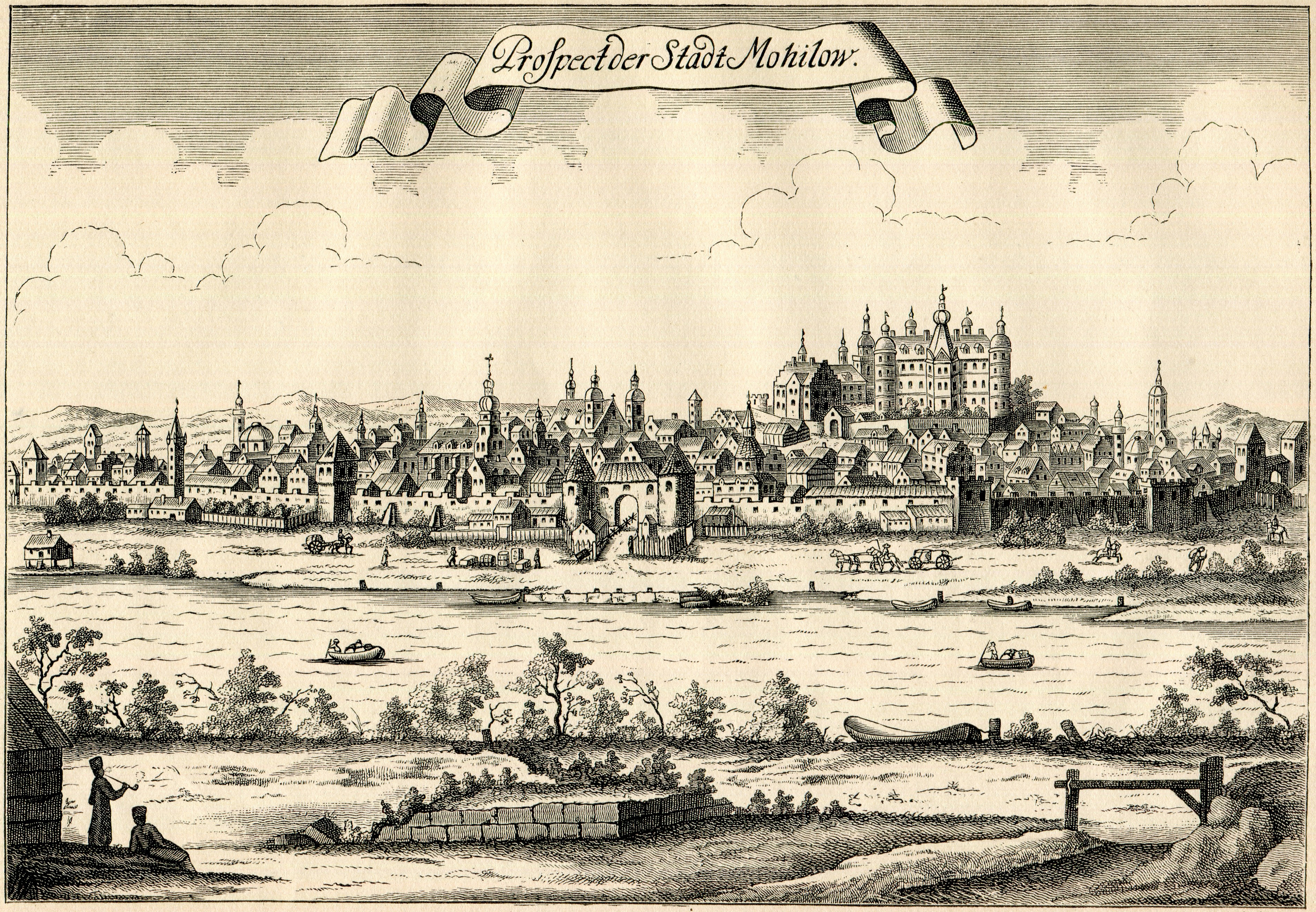
Могилёвский замок. Гравюра XVIII века.

В XII веке на месте нынешнего парка им. Горького существовало укреплённое городище. В XII—XIII веках здесь процветала жизнь. Это доказывают найденные во время раскопок Марзалюка стеклянные браслеты, элементы оружия, шлаки, куски меди, серебра, бронзы, металлические орудия труда, разнообразная керамика, обработанная кость, донца с княжескими знаками. Результаты исследований оборонительных конструкций и найденной в них керамики XII века позволяют сделать вывод — первый этап работ по строительству оборонительных сооружений начался именно в это время. На основании находок, площади городища, наличия укреплений исследователь делает вывод, что на территории городища присутствует княжеская администрация и воины, развиваются гончарство, металлообработка, обработка кости. Последние исследования показали, что Могилёв того времени являлся центром феодальной усадьбы-вотчины, также, возможно, в это время он был пограничной крепостью.
Многочисленные войны неоднократно разрушали сам город, но его крепость выстояла, а её немногочисленные сооружения, дошедшие до наших дней, являются основными памятниками старого Могилёва. С течением времени город превратился в крупный торговый и ремесленный центр с эффективной системой оборонительных укреплений. В Белоруссии не было города, который, подобно Могилёву, имел бы три пояса укреплений. Рассредоточенные по всему центральному району города и за его пределами памятники истории сохраняют колорит исторического прошлого города на Днепре.
В первой половине XIII века, вероятно, во время набега монголо-татары захватили и сожгли Могилёв. Это подтверждают последние археологические исследования.

## В составе Великого княжества Литовского
В 1358 году Могилёв вошёл в состав Великого княжества Литовского. Сразу после этого город становится центром могилёвской волости (Витебское воеводство) и одним из уделов великого князя Ольгерда. После его смерти, в 1377 году, Могилёв стал владением Ягайло. После город с волостью на несколько последующих столетий становится наследственным имением династии Ягеллонов. Ягайло, женившись на польской королеве Ядвиге, передал ей Могилёв в пожизненное пользование со всеми доходами с населения.
Могилёв в 1430 году поддержал избрание на престол Свидригайло.
В Могилёве в честь пророка Ильи, по приказу князя Казимира Ягеллончика, в память о спасении его жены в день святого пророка Ильи от утопления, в 1460 году на берегу Днепра могилёвские мастера построили деревянную Ильинскую церковь.
Под 1480 годом в книгах Великого княжества Литовского Могилёв упоминается как город, который имел таможенную заставу.
В XVI веке Могилёв окончательно стал городом: сформировалась структура, выросло население, развивались ремесла и торговля.
В 1503 году Могилёв и волость стали свадебными подарками великого князя Александра Елене, дочери московского князя, в пожизненное владение.
После падения Смоленска и его перехода в состав Великого княжества Московского в 1514 году Могилёв взял его функции. В Могилёв переехали многие смоленские купцы, привезли свои капиталы и переадресовали в Могилёв свои дела и связи. Выгодное транспортное и удобное военно-стратегическое положения и предприимчивость купцов сделали его крупнейшим торговым узлом на востоке Великого княжества Литовского.
Также Могилёв нередко был залоговым, так как великие князья брали взаймы у богатых людей и отдавали кредитодателям Могилёв в «держание». Из-за этого полноценное экономическое и культурное развитие города было невозможным, поскольку кредитодатели выжимали из города максимум доходов.
5 декабря 1522 года Великий князь Литовский и Король Польский Сигизмунд I подписал грамоту князю В. Соломерецкому на пожизненное владение замком и Могилёвской волостью.
Под стенами Могилёва московские войска появлялись в 1518, 1519 и 1535 годах. Ими были опустошены только окрестности, но не город. В 1526 году построен новый Могилёвский замок. Строился он на возвышенности правобережья Днепра около впадения в него Дубровенки. Замок формой напоминал четырёхугольник и возвышался примерно на 20—25 м над окрестностями. Он был укреплён валом из глины и песка. В XVI веке на валу имелись срубные деревянные укрепления и внутри цейхгауз для холодных и огнестрельных орудий. От города он был отгорожен рвом, через который проходил деревянный мост. В 1534 году из Могилёва был начат крупный поход войск Великого княжества Литовского на московские земли.
Согласно реестру 1552 года, Могилёв был на втором месте после Вильна (ныне Вильнюс) по уплате военных налогов. Каждый горожанин вносил 150 коп. грошей, когда столица — 300.
В 1526 году Могилёв получил право города, в 1561 году получил от Великого князя Литовского и Короля Польского Сигизмунда II Августа малое магдебургское право и право на войтовство.

## В составе Речи Посполитой
После Люблинской унии между Королевством Польским и Великим княжеством Литовским, Могилёв оказался в составе Речи Посполитой. В 1577 году от короля Польского и Великого князя Литовского Стефана Батория Могилёв получил большое магдебургское право. В 1595 году на Могилёв напали отряды повстанцев С. Наливайко, город подвергся значительным разрушениям, многие из жителей были убиты.
В 1618 году в городе произошло восстание против наступления греко-католической (униатской) церкви, подавленное властями Речи Посполитой. Зачинщики восстания были казнены, а все православные церкви и монастыри переданы во владение униатов и католиков.

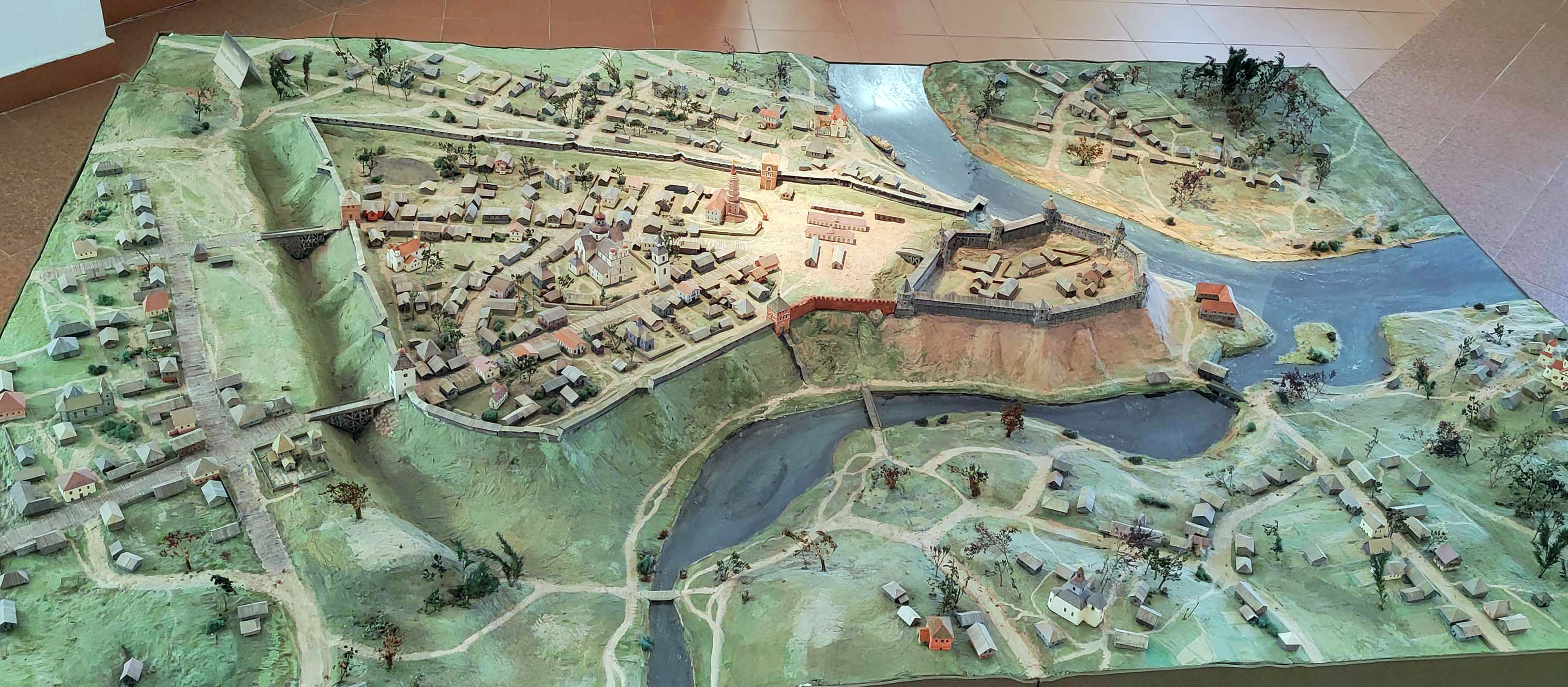
Могилев и Могилевский Кремль, XVII век. Макет из городской ратуши.
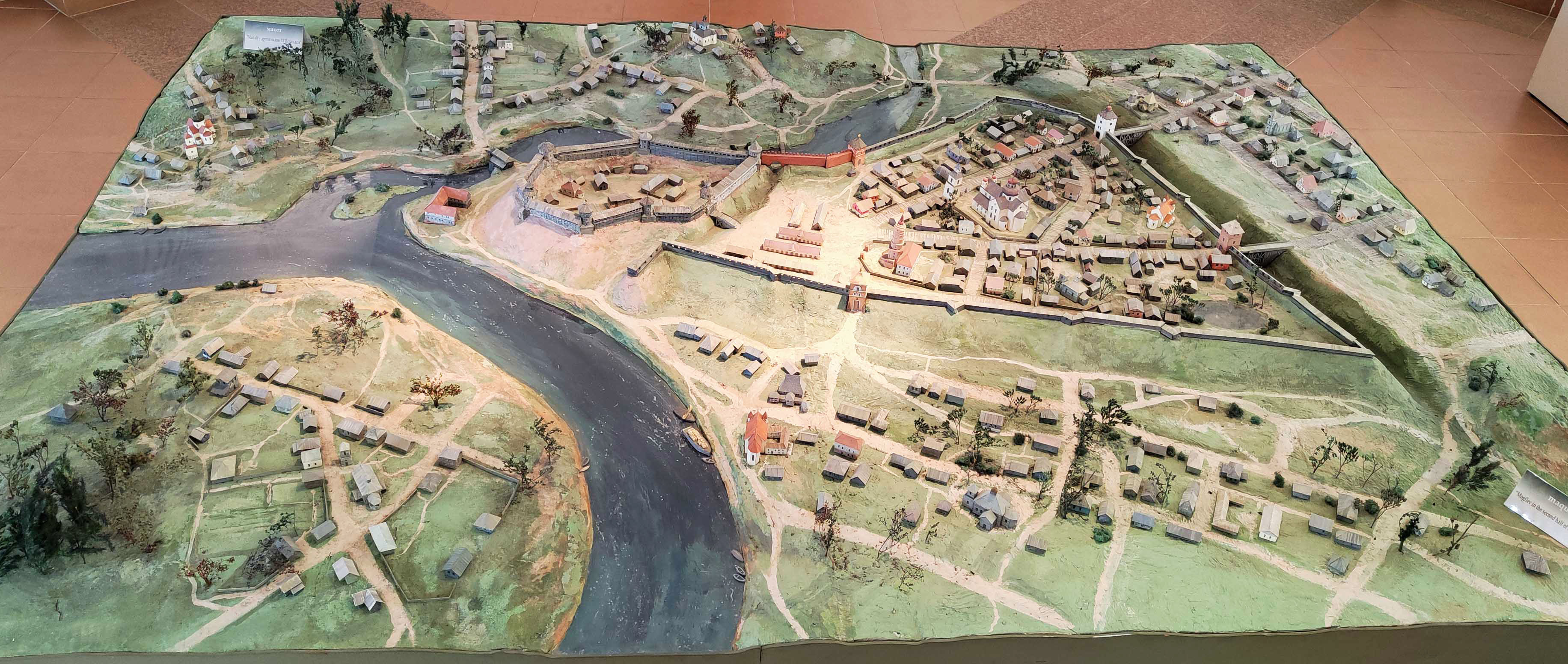
Могилев и Могилевский Кремль, XVII век. Макет из городской ратуши.

В 1654 году Могилёв без боя открыл ворота русской армии. Год спустя 12-тысячное войско Речи Посполитой во главе с Янушем Радзивиллом осадило город, однако безрезультатно сняло осаду. Также и в 1660 году русский гарнизон вместе с запорожскими казаками успешно отразил осаду войском Речи Посполитой.
Однако уже в начале 1661 года в результате народного восстания русский гарнизон был полностью уничтожен горожанами и город вернулся в состав Речи Посполитой. Восстание в Могилёве произошло под руководством бурмистра Язепа Леоновича. «Могилёвская хроника» сообщает, что горожане уничтожили три тысячи русских солдат, но есть предположения, что эта цифра завышена. Возможно, в восстании участвовали и жители Заднепровья, так как размещение всего русского гарнизона только в центральной части города было невозможно. Предположительно, около половины русского гарнизона проживало в домах на Луполово и Троечье.
События войны между Россией и Речью Посполитой стали для жителей Заднепровья настоящей трагедией. Войска и Яна Казимира, и Алексея Михайловича, проходящие через территорию Луполова и Троечья, нередко грабили и убивали местных жителей, сжигали их дома и церкви. В 1662 году через город проезжал австрийский дипломат и путешественник А. Мейерберг, который оставил описание архитектуры, быта жителей и окрестностей Могилёва.
Могилёв сильно пострадал во время Северной войны, сгорев в 1708 году. Словацкий мемуарист Д. Крман в своём дневнике, рассказывает про Могилёв следующее: «…Завидев Могилёв, мы заночевали под открытым небом, без воды, без сена и с величайшей опасностью для жизни… На следующий день, 16 августа, мы вошли в город Могилёв. Этот город имеет глубокие рвы и оборонные укрепления. Есть у него и обширные пригороды, хотя сам город невелик». Один из шведских солдат также записал свои впечатления о Могилёве: «Река Днепр или Борисфен протекает через Могилёв, который вместе с предместьями по оба берега реки составляет довольно большой город. Город хорошо выстроен и имеет богатый, добротный вид. Имеет земляной вал, которым обнесён по кругу весь Могилёв, даже предместье на этом берегу реки также защищено валом».
После первого раздела Речи Посполитой в 1772 году Могилёв вошёл в состав Российской империи и стал центром Могилёвской провинции, а в 1777 году — Могилёвской губернии. Первым могилёвским губернатором стал будущий граф М. Каховский.

В 1780 году Могилёв посетила императрица Всероссийская Екатерина II, где она встретилась с императором Священной Римской империи Иосифом II.

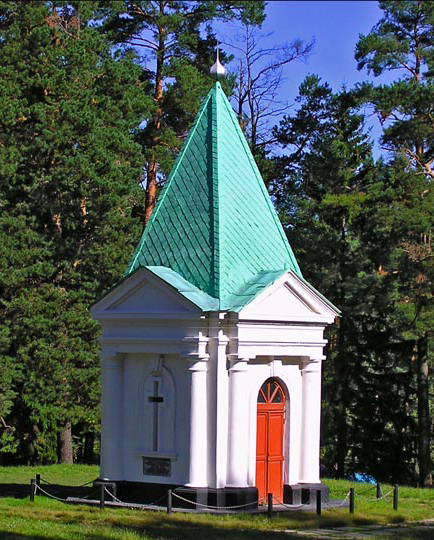
Памятник в Салтановке

## Отечественная война 1812 года
12 (24) июня 1812 года 600-тысячная наполеоновская армия напала на Россию. Перед лицом тройного численного превосходства противника русские войска начали отступление. 11 (23) июля 1812 года между деревнями Салтановка и Фатово, в 12 км юго-западнее Могилёва, начался бой между войсками 7-го пехотного корпуса под командованием генерал-лейтенанта Н. Раевского и французскими войсками под командованием маршала Л. Даву. Русские войска дали бой французам, чтобы отвлечь их внимание от переправы основных сил 2-й армии через Днепр.

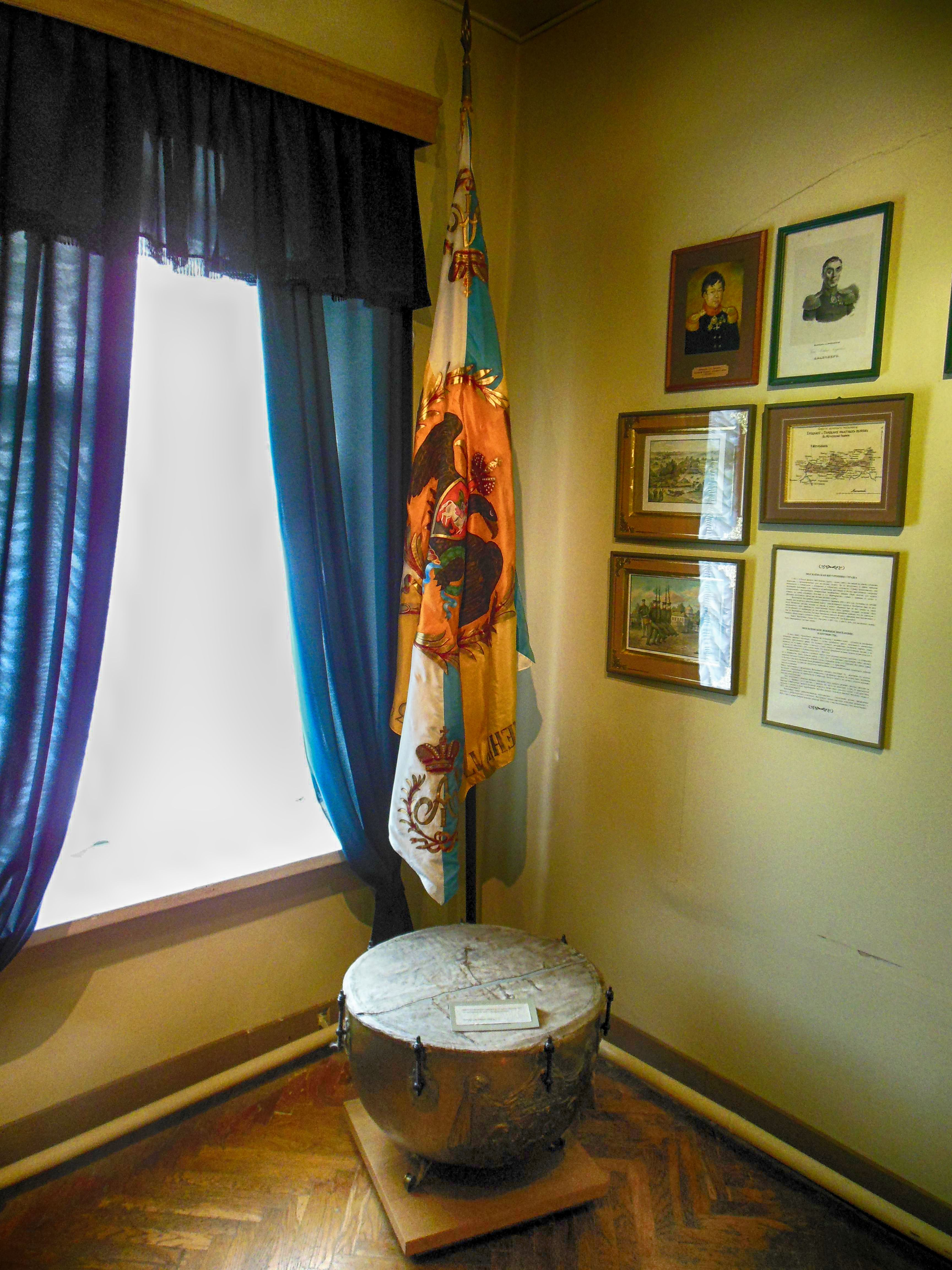
Знамя и литавры Русской армии, времён 1812 года, экспозиция Могилёвского музея.

В память о сражении под Салтановкой в 1812 году был воздвигнут памятник.

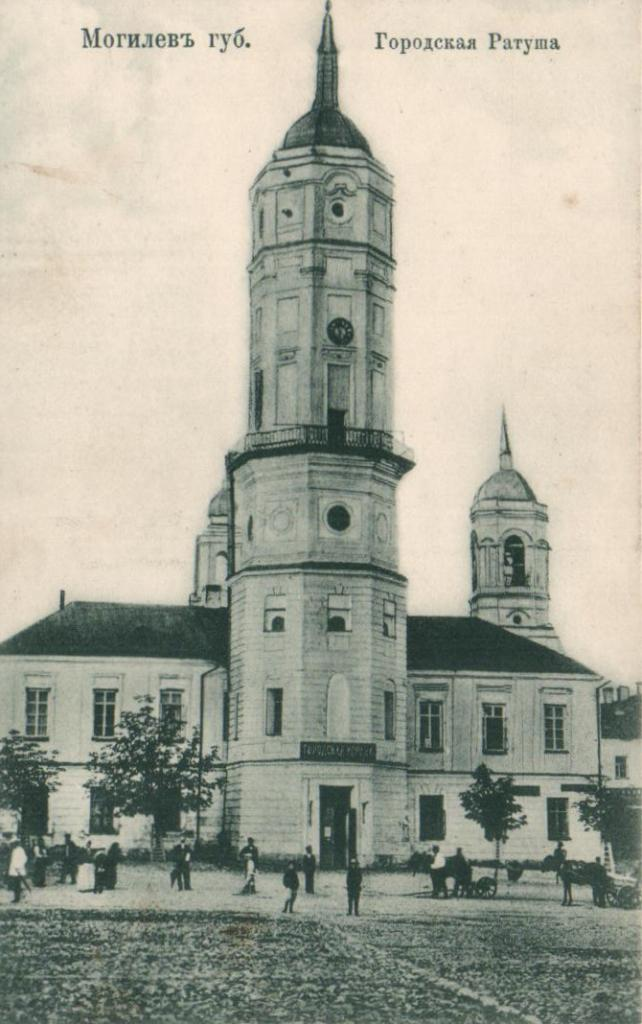
Могилёвская ратуша, начало 1900-х.

## Первая мировая война
Во время Первой мировой войны, 8 августа 1915 года, из-за отступления фронта на восток, из г. Барановичи, в Могилёв была перенесена ставка Верховного главнокомандующего. Ставка размещалась на территории нынешней пл. Славы. Были задействованы все здания, вплоть до ратуши, ведь только штабных офицеров было около тысячи человек. В здании губернского правления (утрачено) располагалась сама ставка и рабочий кабинет командующего. В здании губернатора (утрачено) в основном квартиры командного состава, в том числе нач. штаба Алексеева и Николая II. Семья императора, кроме наследника Алексея, при ставке жить не могла и размещалась в вагонах литерного поезда, стоявшего на отдельном пути в районе ж/д вокзала. В здании нынешнего краеведческого музея было управление дежурного генерала, управления ж/д сообщением, морскими делами и связи. Именно здесь, на втором этаже (ныне отдел природы музея) произошло прощание царя с высшими офицерами, после отречения от престола.
На площади перед музеем проходили регулярные награждения отличившихся солдат. Ныне в память об этом, на месте утраченных зданий, сооружён памятный знак.
В марте 1917 года Николай II уезжает в Петербург, но не доехав, возвращается уже полковником Романовым. Затем Главнокомандующие сменяют один другого (в 1917 году их было 6).
В ноябре 1917 года Главнокомандующим становится прапорщик Крыленко. В конце февраля 1918 года Ставка из Могилёва переезжает в Орёл и там упраздняется.

## Революционные события
После Февральской революции 1917 года в Могилёве был создан Могилёвский белорусский комитет (Могилёвский Белорусский Организационный Комитет, Могилёвский Белорусский Совет, март 1917 — осень 1918). Редактор газеты «Могилёвский вестник» М. Коханович был одним из организаторов МБК, в последующем стал его председателем.
В Могилёве работали все Верховные Главнокомандующие, находившиеся на посту после Февральской революции — М. Алексеев, А. Брусилов, Л. Корнилов. 1 (14) сентября 1917 года в Могилёве именем Временного правительства был арестован генерал от инфантерии Корнилов. Он 12 дней содержался под арестом в гостинице «Бристоль», прежде чем был отправлен в Быхов.

Дом Советов.
Архитектор И. Г. Лангбард, 1939

20 ноября (3 декабря) 1917 года на перроне могилёвского вокзала был убит солдатами и матросами последний Верховный Главнокомандующий Русской армией — Н. Духонин.
Могилёв как возможная столица БССР
В 1918 году Могилёв был оккупирован польскими легионерами, затем немецкими войсками, в том же году, во время немецкой оккупации была провозглашена белорусскими социалистами Белорусская Народная Республика, которая, однако, не смогла противостоять силам Красной армии.
1 января 1919 года согласно постановлению I съезда Коммунистической партии Белоруссии Могилёв вошёл в состав БССР, но 16 января по решению центральных органов коммунистической партии большевиков город был передан в состав РСФСР. В 1924 году Могилёв был передан БССР, где стал центром округа и района (с 1938 года — центром Могилёвской области).
В 1938 году в связи с проектом переноса столицы БССР в Могилёв началась реконструкция города. Были построены Дом Советов, кинотеатр «Родина», здание НКВД БССР (сейчас — Белорусско-Российский университет), гостиница, ряд многоэтажных жилых домов. Значительные ассигнования выделялись на обустройство города, образование, здравоохранение. В короткий срок разрабатывается генеральный план города. Но в результате присоединения к БССР Западной Белоруссии идея переноса столицы из Минска в Могилёв отпала. После освобождения БССР от немецких оккупантов, поскольку Минск был практически полностью разрушен, Могилёв снова рассматривался как возможная столица БССР, но так и не получил этот статус.
В июле — августе 1940 года в городе была сформирована 161-я стрелковая дивизия.

## Великая Отечественная война

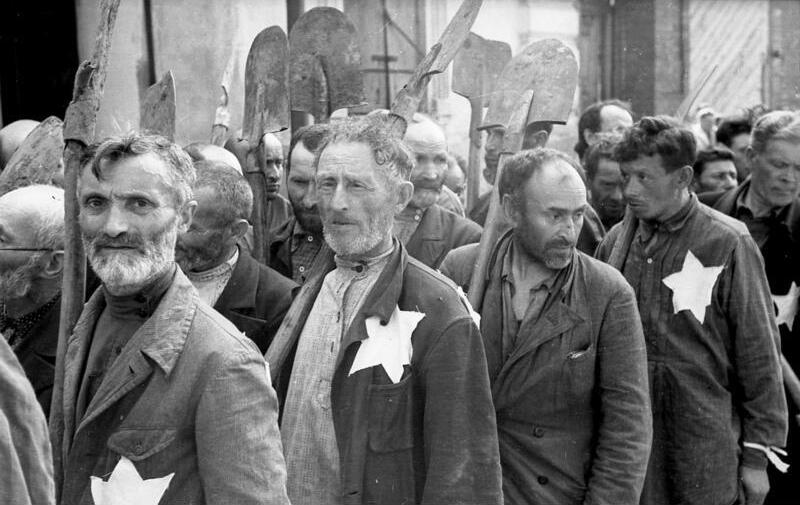
Евреи могилёвского гетто на принудительных работах

22 июня 1941 года Германия напала на Советский Союз. Началась Великая Отечественная война. Уже в конце июня 1941 года германские войска были в районе Могилёва. Семнадцать дней, с 4 по 21 июля, шли бои на всех направлениях в предместьях города. Особенно тяжёлые бои разворачивались в посёлке Буйничи. Однако перед превосходящими силами вермахта, которые составляли: 4 пехотные дивизии, 3-я танковая дивизия, часть сил 10-й моторизованной дивизии и моторизованной дивизии СС «Рейх», полк «Великая Германия», советские войска вынуждены были отступить. 26 июля 1941 года немцы захватили Могилёв, под стенами которого они понесли существенные потери. При допросе пленного немецкого штабного офицера выяснили, что участвовавшие в боях под городом соединения вермахта потеряли 30-35 % личного состава, 45-50 % танков, самоходок и бронетранспортёров, большое количество орудий, пулемётов и другого оружия.
Оборона Могилёва с 4 по 26 июля 1941 года позволила задержать продвижение немецких войск на восток. В память о кровопролитных сражениях в посёлке Буйничи открыт мемориальный комплекс героическим защитникам города Могилёва «Буйничское поле». В память о героических защитниках города возле деревни Гаи возведён мемориальный комплекс «Памятник батальону милиции под командованием капитана К. Владимирова».
Захватив Могилёв, гитлеровцы установили жестокий оккупационный режим, создали несколько концентрационных лагерей, в том числе Гребенёвский и Луполовский лагеря смерти, 341-й пересыльный лагерь для советских военнопленных. В годы войны в Могилёве и окрестностях погибло более 70 тыс. советских граждан, около 30 тыс. могилёвчан вывезено на принудительные работы в Германию.
В соответствии с переписью населения 1939 года, в Могилёве насчитывалось 19 715 евреев — 19,83 % от общего числа жителей. Большей частью они были согнаны нацистами в Могилёвское гетто и к 1943 году убиты — примерно 12 тыс. человек. Синагоги города были закрыты, из более чем трёх десятков сохранилось лишь три здания: Хоральная, Купеческая Любавичи.
Освобождён Красной армией 28 июня 1944 года.

## Новейшее время
27 марта 1973 года в городскую черту города Могилёва включены деревни Малая Боровка Дарского сельсовета, посёлки Гомельское шоссе, Долгое, Славгородское шоссе Вейнянского сельсовета и Дубинец Полыковичского сельсовета Могилёвского района Могилёвской области.